# Institoris Mátyás
Mossóczi Institoris Mátyás (Besztercebánya (Zólyom megye), 1708. – 1763. március 17.) orvosdoktor.

## Élete
Institoris Illés evangélikus lelkész és Klesen Mária fia. Középiskoláit a hazában elvégezvén, külföldi egyetemekre ment és Lipcsében, Jénában és Halleban a bölcseleti és orvosi tudományokat hallgatta. Lipcsében 1730. szeptember 5-én orvosdoktori oklevelet nyert. 1731-ben visszatért hazájába és miután az orvoslásban gyakorlatot szerzett, Szepes vármegye hívta meg rendes főorvosának; ugyanazon tisztséggel 1756-ban Lőcse városa is megtisztelte, ahol a jezsuita rendháznak, a Ferenc-rendiek kolostorának és a minorita-rendnek is orvosa volt, valamint a Csáky-család házi orvosa. A török harcból visszatérő és ragályos betegségben sínylődő katonákat (1739) és a Lőcsén tartózkodó Laudon- és Szász-ezredbelieket szintén gyógyította.

## Munkája
- Dissertatio inaug. medica de Panacea. Praes Alberti. Halae Magd. 1730.